# Bundesstraße 83
De Bundesstraße 83 (ook wel B83) is een bundesstraße in de Duitse deelstaten Nedersaksen, Noordrijn-Westfalen en Hessen.
De B83 begint bij Bückeburg en loopt verder langs de steden Hessisch Oldendorf, Hamelen, Holzminden, Höxter, Beverungen, Hofgeismar, Kassel, Rotenburg an der Fulda en verder naar Bebra. De B83 is ongeveer 155 kilometer lang.